# Jochen Brockmann
Jochen Brockmann (* 14. September 1919 in Sternberg; † 27. Juni 1990 in Horn) war ein deutscher Schauspieler.

## Leben
Brockmann besuchte 1938 bis 1939 die Schauspielschule des Preußischen Staatstheaters und gab 1940 sein Debüt als Haimon im Drama Antigone am Wiener Burgtheater, wo er bis 1949 zum Ensemble gehörte.
1949/1950 spielte er an den Bühnen der Stadt Bonn, 1958 erhielt er ein Engagement am Deutschen Schauspielhaus in Hamburg, wo er bis 1958 beschäftigt war. Daneben gab er Auftritte am Theater am Kurfürstendamm, Theater am Schiffbauerdamm und an der Volksbühne in Berlin. Ab 1958 wirkte er am Theater in der Josefstadt und gab darüber hinaus Gastspiele bei anderen Bühnen, darunter auch 1964 bis 1968 bei den Salzburger Festspielen, wo er den „Mammon“ verkörperte. Brockmann agierte vor allem in Rollen des klassischen Theaters. Eine seiner Paraderollen war der Dorfrichter Adam in Der zerbrochne Krug.
Beim Film machte Brockmann erstmals 1955 auf sich aufmerksam, als er in dem DEFA-Film Der Teufelskreis den bulgarischen Kommunisten Georgi Michajlow Dimitrow während des Reichstagsbrandprozesses spielte. Der massige Schauspieler verkörperte danach vorwiegend zwielichtige, machtgierige Charaktere wie den Fürsten Padhu in Fritz Langs Zweiteiler Der Tiger von Eschnapur/Das indische Grabmal von 1958. Im ersten Edgar-Wallace-Film Der Frosch  mit der Maske erwies er sich als Oberschurke, und dieses Rollenfach behielt Jochen Brockmann während seiner gesamten weiteren Filmkarriere. In seinem letzten Spielfilm Müllers Büro war er der hinterhältige Gangsterboss Kant, der am Ende, nachdem er alle seine Gegner ausgeschaltet hat, eines natürlichen Todes stirbt.
Brockmann, der auch in vielen Fernsehrollen zu sehen war, besaß das Goldene Ehrenzeichen für Verdienste um die Republik Österreich. Er war verheiratet und Vater eines Kindes und ruht auf dem Friedhof in St. Marein, Niederösterreich

## Filmografie
- 1949: Liebling der Welt
- 1956: Der Teufelskreis
- 1956: Zwischenfall in Benderath
- 1956: Lied über dem Tal (unvollendet)
- 1957: Auf Wiedersehen, Franziska!
- 1957: Die Frühreifen
- 1958: Tatort Berlin
- 1958: Der Mann im Strom
- 1958: Der Tiger von Eschnapur
- 1958: Das indische Grabmal
- 1959: Der Frosch mit der Maske
- 1959: Der Patriot (TV)
- 1960: Mit 17 weint man nicht
- 1960: Das Rätsel der grünen Spinne
- 1961: Geheime Wege (The Secret Ways)
- 1961: Anfrage (TV)
- 1962: Alle meine Söhne (TV)
- 1962: Der rote Rausch
- 1962: Der Mann des Tages (TV)
- 1962: Die große Szene (TV)
- 1963: Die Frau des Bäckers (TV)
- 1963: Mario (TV-Serie, 2 Folge)
- 1963: Ein Dorf ohne Männer (TV)
- 1963: Das Kriminalmuseum: Zahlencode N (TV-Serie)
- 1964: Ein Frauenarzt klagt an
- 1964: Paul, der Jugendfreund (TV)
- 1964: Der Hexer
- 1964: Pamela (TV)
- 1964: Bürger Schippel (TV)
- 1965: Tarellkins Tod (TV)
- 1966: Hafenpolizei: Aufgelaufen (TV-Serie)
- 1966: Ein Tag in Paris (TV)
- 1966: Alibi für James (TV)
- 1966: Zehn Prozent (TV)
- 1967: Die drei Supermänner räumen auf (I fantastici tre supermen)
- 1967: Brückenallee Nr. 3 (TV)
- 1967: Lösegeld für Mylady (TV)
- 1968: Madame Bovary (TV)
- 1968: Was ihr wollt (TV)
- 1969: Dynamit (TV)
- 1970: Rebell in der Soutane (TV)
- 1970: Das Mädchen meiner Träume (TV)
- 1970: Herr im Haus bin ich (TV)
- 1970: Frühstück im Büro (TV)
- 1970: Der schwarze Graf (TV-Mehrteiler)
- 1971: Und Jimmy ging zum Regenbogen
- 1971: Wenn der Vater mit dem Sohne (TV-Serie, eine Folge)
- 1971: Wenn mein Schätzchen auf die Pauke haut
- 1972: Weh dem, der lügt (TV)
- 1974: Fräulein Else (TV)
- 1974: Hallo – Hotel Sacher … Portier! (TV-Serie, 2 Folge)
- 1975: Am Wege (TV)
- 1975/78: Lady Dracula
- 1976: Der selige Herr aus dem Parlament
- 1978: Der Alte: Marholms Erben (TV-Serie)
- 1979: Ein Kapitel für sich (TV-Dreiteiler)
- 1979: Kasimir und Karoline (TV)
- 1980: Zwerg Nase (TV)
- 1981: Dorf ohne Männer (TV)
- 1982: Die Geschichte einer Vielgeliebten (TV)
- 1982: Goethe’s Hermann und Dorothea (TV)
- 1986: Müllers Büro
- 1988: Wiener Walzer (TV)

## Theater
- 1951: William Shakespeare: Ende gut, alles gut (Ritter Bertram) – Regie: Hans Lietzau (Theater am Kurfürstendamm Berlin)
- 1952: Gerhart Hauptmann: Herbert Engelmann (Fritz Kutsche) – Regie: Otto Kurth (Theater am Kurfürstendamm Berlin)
- 1953: Molière: Don Juan (Don Carlos) – Regie: Giorgio Strehler (Theater am Kurfürstendamm Berlin)
- 1953: Hedda Zinner: Der Teufelskreis (Georgi Dimitroff) – Regie: Fritz Wisten (Theater am Schiffbauerdamm Berlin)
- 1954: William Shakespeare: Viel Lärm um nichts (Don Pedros Begleiter) – Regie: Fritz Wendhausen (Theater am Kurfürstendamm Berlin)
- 1954: Leo Tolstoi: Anna Karenina (Wronsky) – Regie: Werner Stewe (Volksbühne am Rosa-Luxemburg-Platz)
- 1954: Friedrich Schiller: Wilhelm Tell (Stauffacher) – Regie: Fritz Wisten (Volksbühne am Rosa-Luxemburg-Platz)
- 1955: Johann Wolfgang von Goethe: Götz von Berlichingen (Weislingen) – Regie: Fritz Wisten (Volksbühne am Rosa-Luxemburg-Platz)
- 1955: William Shakespeare: Der Widerspenstigen Zähmung (Petruchio) – Regie: Franz Kutschera (Volksbühne am Rosa-Luxemburg-Platz)
- 1955: Arnold Zweig: Bonaparte in Jaffa – Regie: Kurt Jung-Alsen (Volksbühne am Rosa-Luxemburg-Platz)
- 1955: Friedrich Schiller: Die Verschwörung des Fiesco zu Genua (Gianettino) – Regie: Fritz Wisten (Volksbühne am Rosa-Luxemburg-Platz)
- 1956: Gerhart Hauptmann: Die Ratten (Bruno Mechelke) – Regie: Walther Suessenguth (Volksbühne am Rosa-Luxemburg-Platz)
- 1956: George Bernard Shaw: Die heilige Johanna (Baudricourt) – Regie: Walther Suessenguth (Volksbühne am Rosa-Luxemburg-Platz)
- 1956: Ulrich Becher: Feuerwasser (Sepp O’Brian) – Regie: Fritz Wisten (Volksbühne am Rosa-Luxemburg-Platz)
- 1957: Jean-Paul Sartre: Die ehrbare Dirne (Neger) – Regie: Werner Pledath (Deutsches Theater Berlin – Kammerspiele)
- 1964: Alexander Wassiljewitsch Suchowo-Kobylin: Tarelkins Tod – Regie: Konrad Swinarski (Schaubühne am Halleschen Ufer Berlin)
- 1964: Martin Walser: Überlebensgroß Herr Krott – Regie: Peter Palitzsch (Freie Volksbühne Berlin)
- 1964: John Arden: Der Packesel – Regie: Ulrich Erfurth (Freie Volksbühne Berlin)
- 1964: George Bernard Shaw: Androklus und der Löwe – Regie: Erwin Piscator (Freie Volksbühne Berlin)
- 1966: Hartmut Lange: Marski (Marski) – Regie: Hansgünther Heyme (Freie Volksbühne Berlin)
- 1974: Gerhart Hauptmann: Der Biberpelz – Regie: Karl-Heinz Stroux (Neues Theater München)
- 1978: Samuel Beckett: Warten auf Godot – Regie: Peter Roggisch (Schauspiel Frankfurt am Main)
- 1978: Reinhard Raffalt: Der Nachfolger – Regie: Hans-Peter Kurr (Ernst-Deutsch-Theater Hamburg)